# سحبان وائل
سحبان وائل الباهلي (-54 هـ) صحابي، كان بليغًا يُضرب به المثل في الفصاحة، فيقال: أفصح من سحبان وائل.

## سيرته
هو سحبان بن وائل بن معد بن مالك بن أعصر بن سعد بن قيس بن عيلان بن مضر بن نزار، المعروف بسحبان وائل، كان خطيبًا بليغًا في الجاهلية، دخل الإسلام. وأورده ابن حجر العسقلاني في الإصابة في تمييز الصحابة ضمن قسم المخضرمين الذين أسلموا في زمن النبي ولم يجتمعوا به.
في عهد معاوية بن أبي سفيان، قدم عليه في وفد من خراسان؛ فيهم سعيد بن عثمان بن عفان، طلب منه معاوية أن يخطب، فتكلم منذ صلاة الظهر إلى أن قامت صلاة العصر، ما تنحنح، ولا سعل، ولا توقف، ولا ابتدأ في معنى، فما زالت تلك حاله حتى أشار معاوية بيده؛ فأشار إليه سحبان أن لا تقطع كلامي، فقال معاوية: الصلاة، قال: هي أمامك: نحن في صلاة وتحميد، ووعد ووعيد، فقال معاوية: «أنت أخطب العرب»، فقال سحبان: «والعجم والجن والإنس». توفي سنة 54 هـ في عهد معاوية. وذكره ابن كثير الدمشقي في وفيات سنة 55 هـ

## خطبه
- ذكر الجاحظ أن العرب تذكر من خطبها «الخطبة العجوز» وهي لآل رقبة، و«الخطبة العذراء» وهي لقيس بن خارجة، و«الخطبة الشوهاء» وهي خطبة سحبان وائل. وقيل لها ذلك من حسنها. وذلك أنه خطب بها عند معاوية، فلم ينشد شاعر ولم يخطب خطيب.
- روى الجاحظ لسحبان قوله: «شرُّ خليطيك السَّؤوم المُحزَّم، لأن السؤوم لا يصبر، وإنما التفاضُل بالصبر. والمحزَّم صعب لا يعرف ما يراد منه، وليس الحزم إلا بالتجارب وبأن يكون عقل الغريزة سُلَّما إلى عقل التجربة».
- قال أحمد حسن الزيات: المأثور من خطبه قليل في جانب شهرته، ولعل خلوه من الجاه والرياسة، وبعده عن الأحزاب والسياسة ، وطول خطبه ووحدة موضوعاتها صرف الرواة عنه.[4]